# Ligne 11 du métro de Valence
La ligne 11 (en catalan : Línia 11 de Metrovalència) est un projet de ligne de tramway du métro de Valence. Elle sera exploitée par FGV et desservira la ville de Valence.

## Historique
La création de la ligne 11 est évoquée pour la première fois en mars 2018, comme une bifurcation de la ligne 10 permettant de relier la station Alacant à l'hôpital de La Fe.
La ligne 11 est finalement actée en février 2021 par le gouvernement autonome de la Communauté valencienne, sa réalisation devant aller de pair avec l'extension de la ligne 10 et la construction de la ligne 12. Le tracé est modifié en mai 2022, afin de tenir compte de l'étroitesse relative de la rue Juan Verdaguer : les rames en direction d'Alacant y circuleront bien, mais celle roulant vers Neptú emprunteront l'avenue du Port.
Le début des travaux est estimé, en 2021, à 2023 et la mise en service, en 2022, à 2025-2026. Le démarrage du chantier est finalement fixé à 2024 à la fin de l'année 2022, l'année 2023 étant consacrée à l'enquête publique, la rédaction du projet d'exécution et le lancement des appels d'offres.

## Caractéristiques

### Ligne
La ligne reliera Alacant à Neptú sous la forme d'un tramway. Elle suivra le tracé — souterrain jusqu'à Amado Granell-Montolivet — de la ligne 10 jusqu'à Ciutat Arts i Ciències/Justícia. À ce niveau, elle bifurquera sur sa propre plate-forme, franchira le pont de l'Assut de l'Or puis empruntera l'avenue Menorca, après quoi elle remontera l'avenue du Port en sens unique, avant de se reconnecter à la ligne 10 dans le secteur de la Marina. Dans le sens contraire, après la Marina, elle suivra la rue Juan Verdeguer en sens unique puis retrouvera le tracé de l'avenue Menorca,.

### Stations et correspondances
La ligne 11 sera en correspondance avec les lignes 3, 5, 6, 7, 9, 10 et 12.

## Exploitation
La ligne sera exploitée par les Ferrocarrils de la Generalitat Valenciana (FGV), sous la marque Metrovalència.